# 篠田桃紅
篠田桃紅（日语：しのだ とうこう，1913年3月28日—2021年3月1日），是日本書法家・美術家。出生於中國遼寧大連。岐阜縣人。